# 177. østlige længdekreds
Den 177. østlige længdekreds (eller 177 grader østlig længde) er en længdekreds, der ligger 177 grader øst for nulmeridianen. Den løber gennem Ishavet, Asien, Stillehavet, det Sydlige Ishav og Antarktis.